# Groß Thiershausen
Der Ort Groß Thiershausen (auch nur Thiershausen) befindet sich in der Gemarkung der Gemeinde Krebeck im Landkreis Göttingen in Niedersachsen.

## Lage
Groß Thiershausen befindet sich am nordöstlichen Rand des Eichsfeldes knapp zwei Kilometer nördlich von Renshausen und zwei Kilometer südöstlich von Gillersheim. Die Ortsgemarkung liegt am Übergang von der östlich gelegenen Goldenen Mark zum Hügelland bei Gillersheim im Tal des Renshausener Baches, der in den Gillersheimer Bach mündet. Zu erreichen ist der Ort über die Kreisstraße 102 vom Bodensee und von Renshausen bzw. von Katlenburg-Lindau und Gillersheim.

## Geschichte des Dorfes und der Wüstung
Erste schriftliche Erwähnungen eines Tiedershausen für die Jahre 1256 und 1259 lassen sich nicht eindeutig diesem Ort zuordnen. 1410 wird Thidershusen bereits als Wüstung bezeichnet, als Herzog Otto von Braunschweig als Lehnsherr den Ort an Ernst und Hans von Uslar übereignet. Sein Nachfolger Herzog Wilhelm von Braunschweig belehnte Dietrich und Geverde von Hardenberg mit Tiedershausen. Diese verkauften es 1472 an Dietrich von Plessen, der es mit Genehmigung des Herzogs an die Klöster Northeim und Wiebrechtshausen weiterverkaufte.
In der frühen Neuzeit wurde hier ein Vorwerk errichtet. 1525 kaufte Johann von Minnigerode für den Mainzer Kurfürsten das Vorwerk Diedershausen vom Kloster Northeim. 1607 hatten die von Bodungen das Vorwerk meierweise inne. In einer statistischen Erhebung des Königreiches Hannover für das Jahr 1823 sind für Groß Thiershausen im Amt Lindau/Fürstentum Grubenhagen ein Vorwerk und eine Mühle verzeichnet und 13 Bewohner leben dort.

## Natur

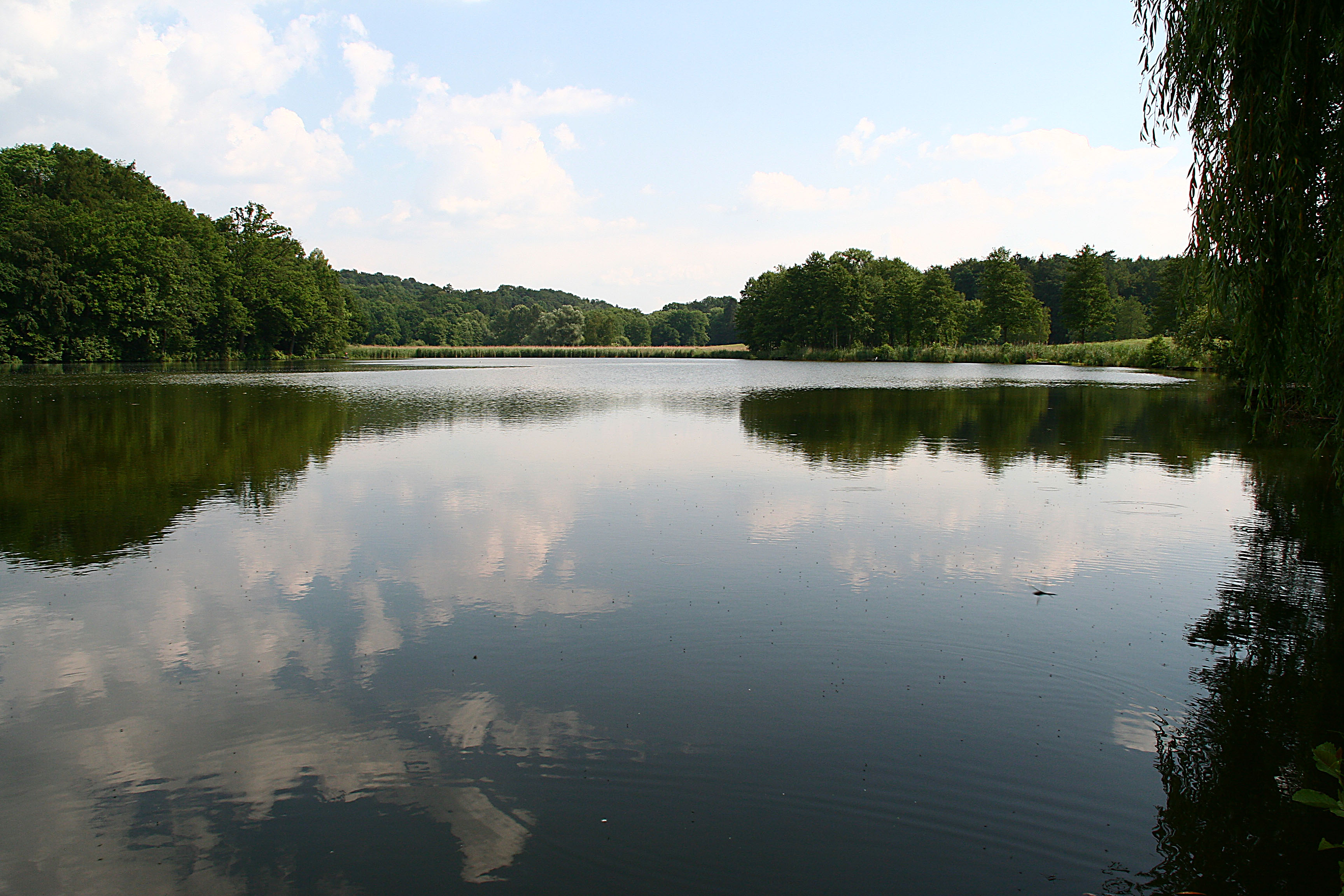
Die Thiershäuser Teiche

Heute befindet sich hier eine bäuerliche Hofanlage. Die Thiershäuser Teiche werden als Angelgewässer genutzt. In dem Talabschnitt des Renshausener Baches gibt es etwa 30 kleinere und größere Teiche, der größte Teich ist 3,5 Hektar groß. Diese bilden das Naherholungsgebiet Thiershäuser Teiche und sind Bestandteil des Naturschutzgebietes Rhumeaue, Ellerniederung, Schmalau und Thiershäuser Teiche.
Folgende Schutzgebiete bestehen im Bereich der Gemarkung Groß Thiershausen:
- FFH-Gebiet Sieber, Oder, Rhume
- Naturschutzgebiet Rhumeaue, Ellerniederung, Schmalau und Thiershäuser Teiche
- Landschaftsschutzgebiet Untereichsfeld
- (nördlich angrenzend ab der Kreisgrenze Northeim das Naturschutzgebiet Rhumeaue/Ellerniederung/Gillersheimer Bachtal)

## Namensherkunft
Zum Grundwort -hausen kommt wohl ein Personenname Thietheri-. Zur Unterscheidung des hiesigen Ortes vom nördlich von Gieboldehausen gelegenen (Klein) Thiershausen waren erst in späteren Zeit die Namenszusätze Groß bzw. Klein Thiershausen gebräuchlich.